# Algemeene Nederlandsche Bond van Meubelmakers, Behangers en aanverwante Vakgenooten
De Algemeene Nederlandsche Bond van Meubelmakers, Behangers en aanverwante Vakgenooten was een Nederlandse vakbond. 
Op 1 mei 1871 was de landelijke 'Nederlandsche Meubelmakersbond' opgericht met als doel "het aankweken en onderhouden van eendracht en verbroedering en door alle gepaste en wettige middelen zowel het zedelijk welzijn als de stoffelijke welvaart te bevorderen". 
De Meubelmakersbond sloot zich kort na de oprichting aan bij het links-liberale Algemeen Nederlandsch Werklieden Verbond (ANWV) met Bernardus Heldt als voorzitter. Het ANWV was de eerste vakcentrale in Nederland. 
In 1893 trad de Meubelmakersbond uit het ANWV en werd mede-oprichter van het revolutionair-syndicalistische Nationaal Arbeids-Secretariaat (NAS). In de zomer van 1904 maakt de Meubelmakersbond zich echter weer los van het NAS. In 1906 sloot de bond zich aan bij het pas opgerichte Nederlands Verbond van Vakverenigingen (NVV). Voorzitter van het NVV was Frederik (Freek) van de Walle. 
Op 1 juli 1908 kwam de Algemeene Nederlandsche Bond van Meubelmakers, Behangers en aanverwante vakgenooten tot stand na een fusie van de Meubelmakersbond met de eveneens bij de NVV aangesloten 'Vakvereniging van behangers, stoffeerders, beddenmakers en aanverwante Vakgenoten'. In 1914 telde de Meubelmakersbond 2.285 leden.
In 1952 werd de naam omgedoopt in Algemene Bedrijfsbond voor de Meubilerings- en Houtbedrijven.